# Jacques Hardion
Jacques Hardion (Tours, 17 ottobre 1686 – Versailles, 2 ottobre 1766) è stato uno storico e traduttore francese, membro dell'Académie française.

## Biografia
Dopo gli studi a Tours, si trasferisce a Parigi per seguire i corsi di greco al Collège de France. Divenuto protetto di Turgot, ottiene un posto da precettore presso il futuro accademico di Francia Nicolas-François Dupré de Saint-Maur. Nel 1728 viene eletto membro dell'Académie des inscriptions et belles-lettres e nel 1730 dell'Académie française. All'elezione per la successione al seggio di Poncet de la Rivière è candidato con Dupré de Saint-Maur, ma quest'ultimo si ritira per deferenza verso il suo antico precettore. Divenuto bibliotecario del Re e della famiglia reale a Versailles, viene scelto per impartire lezioni di storia e letteratura ai figli di Luigi XV.
È l'autore di una Nouvelle histoire poétique, et deux traités abrégés: l'un de la poésie, l'autre de l'éloquence, composés pour l'usage de Mesdames (Nuova storia poetica, e due trattati riassunti: uno sulla poesia, l'altro sull'eloquenza, composti per l'uso delle signore) in 3 volumi, comparso nel 1751, e di una Histoire universelle sacrée et profane, par ordre de Mesdames de France (Storia universale del sacro e del profano, su ordine delle dame di Francia) in 20 volumi (i tomi 19 e 20 sono di Simon-Nicolas-Henri Linguet), comparsi tra il 1754 e il 1765. È anche stato traduttore di Teocrito e Anacreonte e per l'Accademia scrisse delle dissertazioni su argomenti quali la retorica greca, l'oracolo di Delfi e il salto di Leucade.